# Quase

Quase

Bei einer Quase handelt es sich um ein Fischereifahrzeug mit Sprietsegeln, seltener mit Gaffelsegeln, an zwei oder drei Masten. Es wurde vor allem in der Flensburger Förde, Eckernförder Bucht und der Kieler Förde genutzt und war noch bis zum Ende des 19. Jahrhunderts im Gebrauch. Das Boot war ungefähr 10 m lang und 3 m breit.
Namensverwandt ist die (Pommersche) Quatze, ein offener oder gedeckter, einmastiger  Gaffelsegler, der dem Transport lebender Fische aus Skandinavien und dem Baltikum diente. Die Quatze hatte Löcher im Boden. Die Fische konnten in den Häfen daher lebend angeboten werden.